# Trjapitzinellus lambeiensis
Trjapitzinellus lambeiensis is een vliesvleugelig insect uit de familie Encyrtidae. De wetenschappelijke naam is voor het eerst geldig gepubliceerd in 1980 door Myartseva.